# Lacul Roșiile
Lacul Roșiile sau Tăul Fără Fund este unul din șirul de lacuri glaciare aflate în masivul Parâng.
Lacul se întinde pe o suprafață de 3,76 ha, este situat la altitudinea de 1980 m, iar adâncimea maximă este de 17,6 m. Este considerat lacul glaciar cu cea mai mare adâncime din Munții Parâng.
În apropiere sunt și lacurile Mândra și Lung. 